# Étang d'Urbino
Pour l’article homonyme, voir Urbino.
L'étang d'Urbino (u Stagnu d'Urbinu en corse) est une lagune maritime située sur la côte orientale de la Corse. Avec ses 790 hectares, c'est le deuxième plus grand étang de Corse.

## Géographie
L'étang d'Urbino est situé au Nord de la commune de Ghisonaccia, à la limite Sud d'Aléria. Il a grossièrement la forme d'un carré de 4 kilomètres de côté, séparé de la mer Tyrrhénienne par un cordon littoral nommé Foce de Fierascuti. Il est bordé de marais (« pozzi »), et entouré de collines dont l'altitude peut atteindre 50 mètres à l'Ouest (pointe d'Albaretto), 10 à 20 mètres au Nord (domaine de Casabianda) et au Sud (domaine de Pinia, zone de nature protégée, propriété du conservatoire du littoral).
Une presqu'île (« Isola longa »), parcourue par une route d'accès en partie privée, s'avance jusqu'au milieu de l'étang depuis l'Ouest. 
Une petite île (« Isola d'Urbino ») refuge de nombreux oiseaux se trouve au Sud de la presqu'île habitée par de nombreux oiseaux dont:
- Aigrette garzette, Egretta garzetta,
- Avocette élégante, Recurvirostra avosetta,
- Flamant rose, Phoenicopterus roseus,
- Goéland leucophée, Larus michahellis,
- Sterne caugek, Thalasseus sandvicensis,
- Sterne pierregarin, Sterna hirundo,...

## Hydrologie
L'étang d'Urbino est peu alimenté en eau douce par des ruisseaux venant des collines situées à l'Ouest. Il reçoit principalement le ruisseau de "Frassone", au Nord, et le ruisseau de "Funtana Vecchia", au Nord-Ouest. 
Il communique avec la mer par un grau d'une dizaine de mètres de large, régulièrement entretenu, grâce aux bords de sable contenus par un rideau de palplanches. (Voir photo)

## Économie

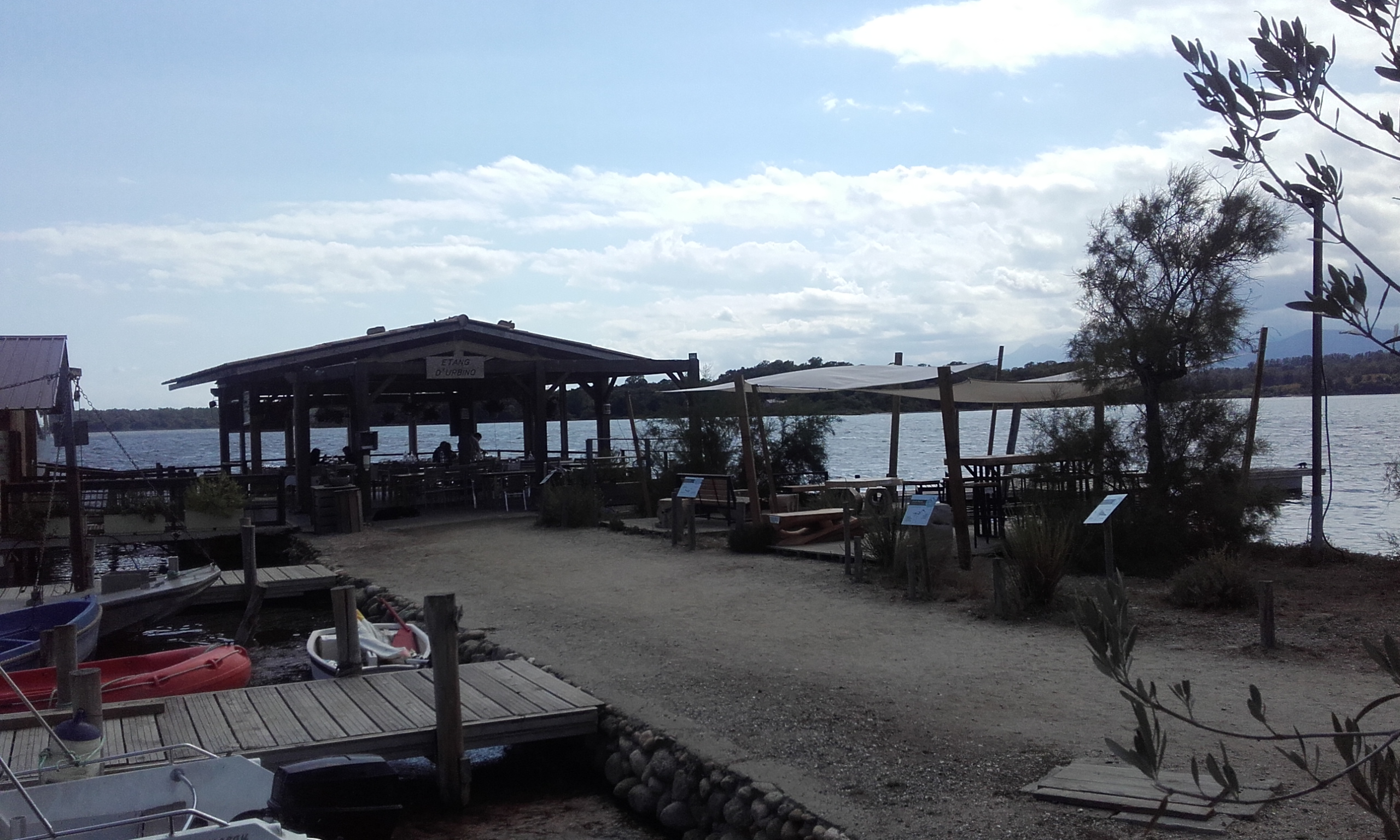
Restaurant sur l'eau, Accès.

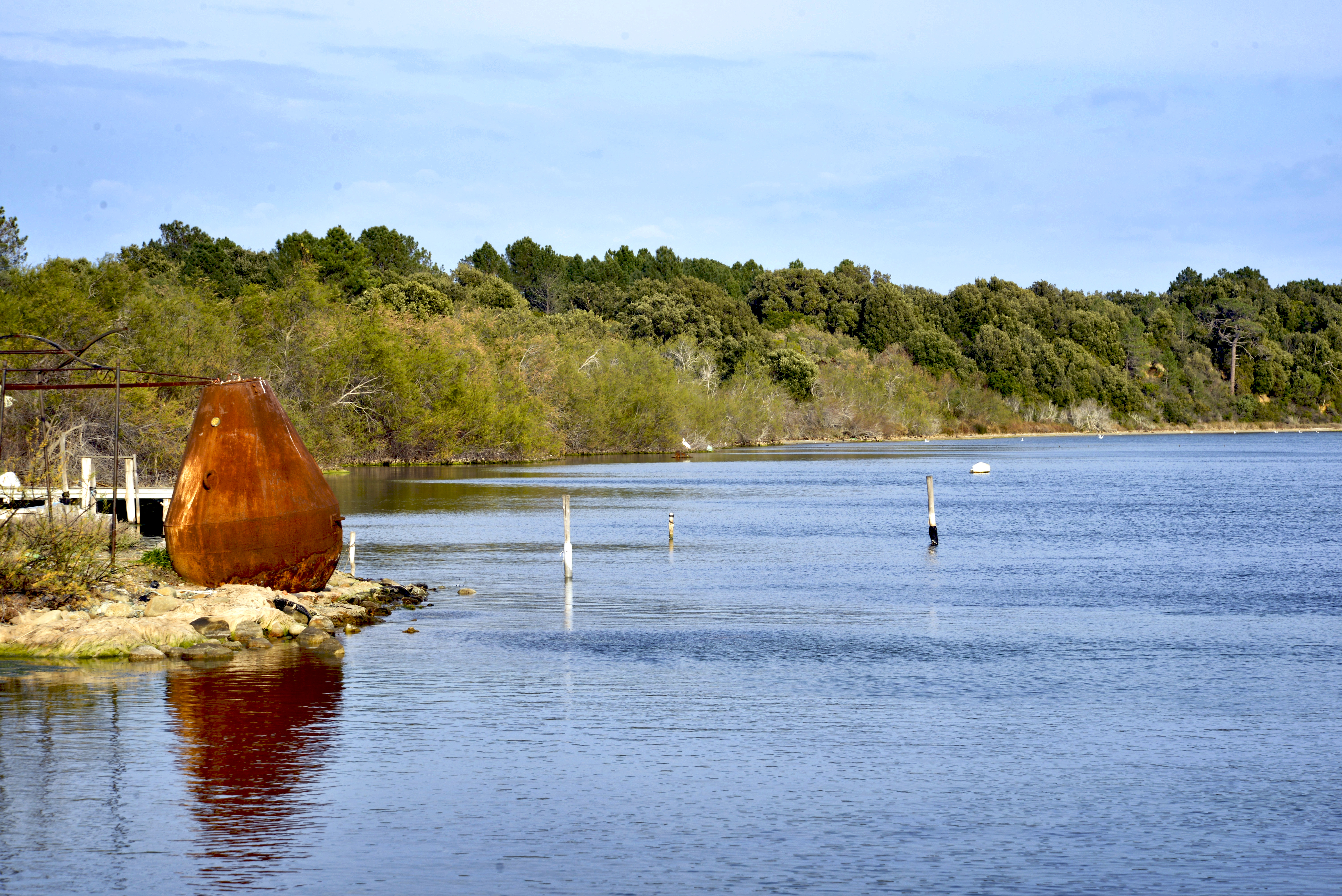
l'Isola longa, boisée au Nord/Est de la ferme acquacole et du restaurant sur l'eau..

L'étang d'Urbino sert à l'ostréiculture et la mytiliculture. Toutefois la production d'huitres et de moules s'est arrêtée depuis 2016, à cause de la découverte d'une algue infectée qui a proliférée dans ce plan d'eau. 
Les huîtres et moules servies dans le restaurant sur l'eau sont élevées dans l'étang de Diane et sont livrées tous les matins aux cuisiniers de l'établissement. 
"Le restaurant sur l'eau" installé à la pointe de la presqu'île, est ouvert d'Avril à fin Septembre, tenu par une famille locale, avec un contrat exploitation et l'accord du conservatoire du Littoral, propriétaire des lieux.

## Écologie
Le « réseau de suivi lagunaire corse » (RLC), fruit d’un partenariat entre l’Ifremer, l’Agence de l’eau Rhône-Méditerranée et Corse, l’Office de l’environnement de la Corse et la Direction régionale de l'Environnement (DIREN), a permis de mettre en évidence divers dysfonctionnements dans les étangs de Biguglia, Diana et Urbino. Dans ce contexte, les enjeux importants que supportent ces étangs ont conduit à réaliser en 2002 un diagnostic de la qualité de l’eau ainsi que du phytoplancton.
L'étang est classé « Zone naturelle d'intérêt écologique, faunistique et floristique » (ZNIEFF), et « Zone de protection spéciale » (ZPS) au titre de la Directive oiseaux de 1979. Il est également reconnu site Ramsar depuis le 15 septembre 2008. Il a été acquis entièrement par le Conservatoire du Littoral qui, avec des conventions signées avec des occupants, maintient des activités traditionnelles partagées par des artisans (pêche, mytiliculture...).
Le plus grand radeau de nidification d’Europe, d’une surface de 200 mètres carrés, a été installé sur l’étang d’Urbinu en Plaine Orientale.